# Natação no Campeonato Mundial de Esportes Aquáticos de 2017 - 200 m costas feminino
A prova dos 200 metros costas feminino da natação no Campeonato Mundial de Esportes Aquáticos de 2017 ocorreu nos dias 28 de julho e 29 de julho em Budapeste na Hungria.

## Recordes
Antes desta competição, os recordes mundiais e do campeonato nesta prova eram os seguintes:
| Tipo                  | Atleta         | Tempo   | Local     | Data                |
| --------------------- | -------------- | ------- | --------- | ------------------- |
|                       | Missy Franklin | 2:04.06 | Londres   | 3 de agosto de 2012 |
| Recorde do campeonato | Missy Franklin | 2:04.76 | Barcelona | 3 de agosto de 2013 |

## Medalhistas
| Ouro                | Prata                | Bronze               |
| Emily Seebohm (AUS) | Katinka Hosszú (HUN) | Kathleen Baker (USA) |

## Resultados

### Eliminatórias
Esses foram os resultados das eliminatórias. Foram realizadas no dia 28 de julho com início às 10:31. 
| Pos. | Bateria | Raia | Nadadora            | Nacionalidade  | Tempo   | Notas |
| ---- | ------- | ---- | ------------------- | -------------- | ------- | ----- |
| 1    | 3       | 4    | Kathleen Baker      | Estados Unidos | 2:06.82 | Q     |
| 2    | 4       | 4    | Katinka Hosszú      | Hungria        | 2:07.30 | Q     |
| 3    | 2       | 4    | Emily Seebohm       | Austrália      | 2:07.94 | Q     |
| 4    | 3       | 6    | Regan Smith         | Estados Unidos | 2:08.13 | Q     |
| 5    | 2       | 5    | Kylie Masse         | Canadá         | 2:08.30 | Q     |
| 6    | 3       | 5    | Hilary Caldwell     | Canadá         | 2:08.32 | Q     |
| 7    | 4       | 3    | Daryna Zevina       | Ucrânia        | 2:09.16 | Q     |
| 8    | 4       | 2    | Kaylee McKeown      | Austrália      | 2:09.42 | Q     |
| 9    | 4       | 7    | Margherita Panziera | Itália         | 2:09.43 | Q     |
| 10   | 3       | 7    | África Zamorano     | Espanha        | 2:09.70 | Q     |
| 11   | 4       | 6    | Katalin Burián      | Hungria        | 2:09.86 | Q     |
| 12   | 4       | 5    | Daria Ustinova      | Rússia         | 2:09.99 | Q     |
| 13   | 2       | 3    | Lisa Graf           | Alemanha       | 2:10.10 | Q     |
| 14   | 3       | 3    | Liu Yaxin           | China          | 2:10.59 | Q     |
| 15   | 2       | 7    | Tatiana Salcutan    | Moldávia       | 2:11.17 | Q     |
| 16   | 3       | 2    | Claudia Lau         | Hong Kong      | 2:11.67 | Q     |
| 17   | 4       | 1    | Simona Baumrtová    | Chéquia        | 2:11.80 |       |
| 18   | 2       | 6    | Chen Jie            | China          | 2:11.88 |       |
| 19   | 2       | 1    | Klaudia Naziębło    | Polónia        | 2:12.25 |       |
| 20   | 3       | 1    | Kim Seo-yeong       | Coreia do Sul  | 2:13.26 |       |
| 21   | 2       | 2    | Rosie Rudin         | Reino Unido    | 2:13.27 |       |
| 22   | 2       | 8    | Ugnė Mažutaitytė    | Lituânia       | 2:14.07 |       |
| 23   | 4       | 0    | Martina van Berkel  | Suíça          | 2:14.34 |       |
| 24   | 3       | 8    | Bobbi Gichard       | Nova Zelândia  | 2:15.97 |       |
| 25   | 3       | 0    | Karolina Hájková    | Eslováquia     | 2:16.42 |       |
| 26   | 2       | 9    | Fernanda González   | México         | 2:17.03 |       |
| 27   | 3       | 9    | Samantha Randle     | África do Sul  | 2:17.14 |       |
| 28   | 4       | 9    | Gabriela Georgieva  | Bulgária       | 2:18.69 |       |
| 29   | 2       | 0    | Signhild Joensen    | Ilhas Feroé    | 2:19.11 |       |
| 30   | 1       | 4    | Celina Marquez      | El Salvador    | 2:22.73 |       |
| 31   | 1       | 5    | Claudia Verdino     | Mónaco         | 2:29.27 |       |
| 32   | 1       | 3    | Osisang Chilton     | Palau          | 2:46.60 |       |
|      | 4       | 8    | Ekaterina Avramova  | Turquia        | DNS     | DNS   |

### Semifinal
Esses foram os resultados das semifinais. Foram realizadas no dia 28 de julho com início às 17h49. 
Semifinal 1
| Pos. | Raia | Nadadora        | Nacionalidade  | Tempo   | Notas |
| ---- | ---- | --------------- | -------------- | ------- | ----- |
| 1    | 7    | Daria Ustinova  | Rússia         | 2:07.08 | Q     |
| 2    | 5    | Regan Smith     | Estados Unidos | 2:07.19 | Q, WJ |
| 3    | 6    | Kaylee McKeown  | Austrália      | 2:07.40 | Q     |
| 4    | 4    | Katinka Hosszú  | Hungria        | 2:07.51 | Q     |
| 5    | 3    | Hilary Caldwell | Canadá         | 2:07.64 | Q     |
| 6    | 1    | Liu Yaxin       | China          | 2:09.02 |       |
| 7    | 2    | África Zamorano | Espanha        | 2:09.73 |       |
| 8    | 8    | Claudia Lau     | Hong Kong      | 2:14.82 |       |

Semifinal 2
| Pos. | Raia | Nadadora            | Nacionalidade  | Tempo   | Notas |
| ---- | ---- | ------------------- | -------------- | ------- | ----- |
| 1    | 5    | Emily Seebohm       | Austrália      | 2:05.81 | Q,    |
| 2    | 3    | Kylie Masse         | Canadá         | 2:05.97 | Q,    |
| 3    | 4    | Kathleen Baker      | Estados Unidos | 2:06.66 | Q     |
| 4    | 6    | Daryna Zevina       | Ucrânia        | 2:08.30 |       |
| 5    | 7    | Katalin Burián      | Hungria        | 2:08.65 |       |
| 6    | 1    | Lisa Graf           | Alemanha       | 2:09.00 |       |
| 7    | 2    | Margherita Panziera | Itália         | 2:10.95 |       |
| 8    | 8    | Tatiana Salcutan    | Moldávia       | 2:11.27 |       |

### Final
A final foi realizada em 29 de julho às 17h47. 
| Pos.              | Raia | Nadadora        | Nacionalidade  | Tempo   | Notas              |
| ----------------- | ---- | --------------- | -------------- | ------- | ------------------ |
| Medalha de ouro   | 4    | Emily Seebohm   | Austrália      | 2:05.68 | Recorde da Oceania |
| Medalha de prata  | 1    | Katinka Hosszú  | Hungria        | 2:05.85 | Recorde nacional   |
| Medalha de bronze | 3    | Kathleen Baker  | Estados Unidos | 2:06.48 |                    |
| 4                 | 7    | Kaylee McKeown  | Austrália      | 2:06.76 | WJ                 |
| 5                 | 5    | Kylie Masse     | Canadá         | 2:07.04 |                    |
| 6                 | 8    | Hilary Caldwell | Canadá         | 2:07.15 |                    |
| 7                 | 6    | Daria Ustinova  | Rússia         | 2:07.35 |                    |
| 8                 | 2    | Regan Smith     | Estados Unidos | 2:07.42 |                    |

Legenda
| Recorde mundial       | Recorde mundial (World record)               |                       | Recorde africano                      | Recorde africano (African) |                                           | Q | Classificado por posição (Qualified) |
| Recorde do campeonato | Recorde do campeonato (Championship record)  | Recorde da América    | Recorde da América (Americas)         | q                          | Classificado por melhor tempo (Qualified) |   |                                      |
| Melhor marca do ano   | Melhor marca do ano (World leading)          | Recorde asiático      | Recorde asiático (Asian)              | DNS                        | Não largou (Did not start)                |   |                                      |
| Recorde nacional      | Recorde nacional (National record)           | Recorde europeu       | Recorde europeu (European)            | DNF                        | Não terminou (Did not finish)             |   |                                      |
| Recorde pessoal       | Recorde pessoal do atleta (Personal best)    | Recorde da Oceania    | Recorde da Oceania (Oceania)          | DSQ / DQ                   | Desclassificado (Disqualified)            |   |                                      |
| Recorde da temporada  | Recorde da temporada do atleta (Season best) | Recorde sul-americano | Recorde sul-americano (South America) | NM                         | Sem marca (No mark)                       |   |                                      |